# Grevskabet Hardenberg Reventlow
Grevskabet Hardenberg-Reventlow var et dansk grevskab oprettet 13. december 1815 for Christian Henrik August Hardenberg-Reventlow af hovedgårdene Hardenberg (Krenkerup), Christiansdal, Nielstrup, Rosenlund, Nørregård og Sæbyholm. Grevskabet blev opløst ved lensafløsningen i 1924.
besidder af grevskabet er
- (1793-1840) Christian Heinrich August lensgreve Hardenberg-Reventlow
- (1840-1867) Ida Augusta Christiansdatter komtesse Hardenberg-Reventlow gift (1) Holck (2) Gersdorff (3) D`Almaforte
- (1867-1885) Carl Ludvig August Rudolph lensgreve Holck-Hardenberg-Reventlow
- (1885-1903) prinsesse Lucie Caroline Amalie Adelheid Henriette Georgine Wilhelmine af Schönaich-Carolath gift Haugwitz
- (1903-1921) Heinrich Bernhard Carl Paul Georg Curt lensgreve Haugwitz-Hardenberg-Reventlow
- (1921-1970) Heinrich Curt Ludwig Erdmann Georg lensgreve Haugwitz-Hardenberg-Reventlow